# Arthur M. Schlesinger
Arthur Meier Schlesinger, Jr., tidigare Arthur Bancroft Schlesinger, född 15 oktober 1917 i Columbus i Ohio, död 28 februari 2007 i New York i New York, var en amerikansk historiker, författare och talskrivare; professor vid Harvard 1954–1961.

## Historia
I The Age of Jackson (1945) framställde Schlesinger Andrew Jackson och den demokratiska rörelsen som en seger för landets arbetande klasser, som gav ett förebud om 1930-talets ideologiska strider. I Schlesingers arbete fanns den grundläggande striden mellan mannen och dollarn, men hjälten i striden blev arbetaren i öster snarare än vad som är traditionellt i gränsbygdsskolan, dvs. jordbrukaren i gränslandet. Schlesingers bok rörde om i ett getingbo. Det har skrivits artiklar för att bevisa att arbetarena i öster - i den mån de på den tiden hade någon politisk betydelse - till största delen var motståndare till Jackson.
Schlesinger utgav 1957–1960 tre böcker om Franklin Delano Roosevelt. Ett av hans mest kända verk är den omfattande biografin Robert Kennedy and His Times (1978). Han fick Pulitzerpriset i historia första gången 1945 för The Age of Jackson (1945) och andra gången 1966 för A Thousand Days (1965, sv. övers. De 1000 dagarna, 1967), som behandlar den period då han var rådgivare till president John F. Kennedy. Schlesinger har kraftigt påverkat synen på Roosevelt och Kennedy i positiv riktning.

## Politik
Schlesinger var talskrivare för Adlai Stevensons två presidentkampanjer 1952 och 1956, John F. Kennedys lyckade presidentkampanj 1960, Robert Kennedys kampanj 1968 och George McGoverns kampanj 1972. Han deltog också aktivt i Ted Kennedys kampanj 1980. Han skrev från 2005 till sin död i gruppbloggen The Huffington Post.
Han blev 1961 ledamot av American Academy of Arts and Letters.